# Црква Свете Петке у Коштунићима
Црква Свете Петке у Коштунићима, насељеном месту на територији општине Горњи Милановац, припада Епархији жичкој Српске православне цркве.
Црква посвећена Светој Петки подигнута је у периоду од 1992. до 1996. године као ктиторско дело Војислава Томовића-Ристовца, родом из Коштунића, који је сахрањен у храму, десно од улаза. Црква је подигнута по пројекту архитекте мр Милоша Радовановића из Чачка.